# Los Mancera
Los Mancera är en ort i Mexiko.   Den ligger i kommunen Celaya och delstaten Guanajuato, i den centrala delen av landet, 210 km nordväst om huvudstaden Mexico City. Los Mancera ligger 1 756 meter över havet och antalet invånare är 1 291.
Terrängen runt Los Mancera är kuperad söderut, men norrut är den platt. Runt Los Mancera är det tätbefolkat, med 849 invånare per kvadratkilometer. Närmaste större samhälle är Celaya, 6,0 km norr om Los Mancera. Trakten runt Los Mancera består till största delen av jordbruksmark.